# Lindsaea coarctata
Lindsaea coarctata là một loài dương xỉ trong họ Lindsaeaceae. Loài này được K.U. Kramer mô tả khoa học đầu tiên năm 1957.